# Liste des îles d'Indonésie
L'Indonésie comprend 18 000 îles,
, dont 922 sont habitées de manière permanente ().

## Inventaire
Le nombre exact d’îles composant l’Indonésie varie selon les définitions et les sources. Selon la loi n° 9/1996 sur le territoire maritime de l’Indonésie, 17 508 sont officiellement inscrites. Selon une étude géospatiale menée entre 2007 et 2010 par l’Agence nationale de coordination pour l’arpentage et la cartographie (Bakorsurtanal), l’Indonésie compte 13 466 îles. Cependant, selon une enquête antérieure réalisée en 2002 par l’Institut national de l’aéronautique et de l’espace (LAPAN), l’archipel indonésien compte 18 307 îles, et selon le World Factbook de la CIA, il y a 17 508 îles. L’écart entre les nombres d’îles indonésiennes est dû au fait que les relevés antérieurs incluaient les « îles à marée » ; Cayes sablonneuses et récifs rocheux qui apparaissent à marée basse et sont submergés à marée haute. En 2023, 17 024 îles ont été nommées par l’Agence d’information géospatiale et publiées dans l’Indonesian Gazetteer. 

## Description

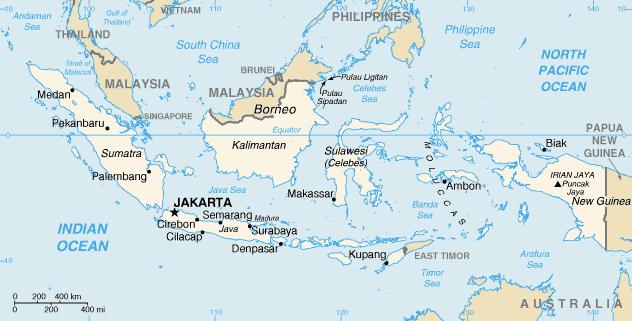
Carte de l'Indonésie.

L'archipel indonésien est généralement divisé en plusieurs archipels :
- les îles de la Sonde à l'ouest - elles-mêmes subdivisées entre les grandes îles de la Sonde tout à l'ouest (Sumatra, Java, Bornéo, Sulawesi) et les petites îles de la Sonde, chapelet d'îles s'étendant au sud du pays depuis Bali jusqu'à Timor.
- les Moluques à l'est, dont les îles principales sont Halmahera au nord, Seram au centre et les îles Aru et îles Tanimbar au sud
- la Nouvelle-Guinée à l'est.

L'Indonésie, à l'exception de la Nouvelle-Guinée, est souvent considérée comme une partie d'un archipel plus vaste, l'Insulinde.
Les plus grandes îles d'Indonésie sont Sumatra, Java, où habite près de la moitié de la population du pays, Bornéo (partagée avec la Malaisie et le Brunei), la Papouasie occidentale (Ouest de la Nouvelle-Guinée) et Sulawesi.
L'île de Bali est la seule véritable destination touristique internationale de l'Indonésie.
Parmi les autres îles notables, on peut signaler Timor et l'île de Florès (où une nouvelle espèce d'hominidés a été découverte en 2003, Homo floresiensis).

## Liste des principales îles

### Par superficie
| Rang | Nom             | Groupe                   | Superficie (km²) | Remarques |
| ---- | --------------- | ------------------------ | ---------------- | --- |
| 1    | Nouvelle-Guinée | Nouvelle-Guinée          | 775 210          | L'île est partagée avec la Papouasie-Nouvelle-Guinée. La Papouasie occidentale, la partie indonésienne, couvre 421 981 km2. |
| 2    | Bornéo          | Grandes îles de la Sonde | 725 500          | L'île est partagée avec la Malaisie et Brunéi. Le Kalimantan, la partie indonésienne, couvre 539 460 km2.                   |
| 3    | Sumatra         | Grandes îles de la Sonde | 425 000          | |
| 4    | Celebes         | Grandes îles de la Sonde | 174 600          | |
| 5    | Java            | Grandes îles de la Sonde | 126 700          | |
| 6    | Timor           | Petites îles de la Sonde | 30 777           | L'île est partagée avec le Timor oriental. La partie indonésienne couvre 15 770 km2.                                        |
| 7    | Halmahera       | Moluques du Nord         | 17 780           | |
| 8    | Seram           | Moluques                 | 17 148           | |
| 9    | Sumbawa         | Petites îles de la Sonde | 15 448           | |
| 10   | Florès          | Petites îles de la Sonde | 14 300           | |
| 11   | Yos Sudarso     | Nouvelle-Guinée          | 11 600           | |
| 12   | Bangka          | Grandes îles de la Sonde | 11 330           | |
| 13   | Sumba           | Petites îles de la Sonde | 11 153           | |
| 14   | Buru            | Moluques                 | 9 505            | |
| 15   | Bali            | Petites îles de la Sonde | 5 561            | |
| 16   | Lombok          | Petites îles de la Sonde | 5 435            | |
| 17   | Madura          | Grandes îles de la Sonde | 5 290            | |
| 18   | Belitung        | Grandes îles de la Sonde | 4 800            | |
| 19   | Buton           | Grandes îles de la Sonde | 4 200            | |
| 20   | Nias            | Grandes îles de la Sonde | 4 064            | |
| 21   | Siberut         | Grandes îles de la Sonde | 3 810            | |
| 22   | Wetar           | Moluques                 | 3 600            | |
| 23   | Yamdena         | Moluques                 | 3 100            | |
| 24   | Waigeo          | Nouvelle-Guinée          | 3 060            | |

### Par zone géographique

#### Grandes îles de la Sonde
- Bornéo, divisée entre l'Indonésie, la Malaisie et Brunéi
- Sulawesi et îles rattachées :
  - Buton
  - Sangir
  - Îles Talaud
  - Îles Togian
  - Îles Tukang Besi
  - Selayar
- Java et îles rattachées :
  - Bawean
  - Îles Kangean
  - Madura
  - Îles Karimun Jawa
  - Îles Seribu
- Sumatra et îles rattachées :
  - Bangka
  - Belitung
  - Enggano
  - Îles Banyak
  - Îles Mentawai (dont Siberut)
  - Nias
  - Îles Riau (Batam, Bintan, Karimun)
  - Îles Lingga
  - Îles Natuna
  - Simeulue

#### Petites îles de la Sonde
- - Archipel d'Alor
  - Bali
  - Florès
  - Komodo
  - Lombok
  - Palu'e
  - Rote
  - Solor
  - Sumba
  - Sumbawa
  - Timor, divisée entre l'Indonésie et le Timor oriental

#### Moluques
- - Ambon
  - Îles Aru
  - Îles Babar
  - Bacan
  - Îles Banda
  - Îles Barat Daya
  - Buru
  - Halmahera
  - Haruku
  - Îles Kai
  - Îles Leti
  - Makian
  - Morotai
  - Saparua
  - Seram
  - Îles Sula
  - Îles Tanimbar
  - Ternate
  - Tidore

#### Nouvelle-Guinée
(divisée entre l'Indonésie et la Papouasie-Nouvelle-Guinée)
- Îles rattachées :
  - Waigeo
  - Batanta
  - Yos Sudarso
  - Biak
  - Sorong

#### Îles Riau
- Batam
- Bintan
- Penyengat

## Nombre d'îles
D'après le ministère de l'Intérieur indonésien (2004), l'Indonésie est constituée de 17 504 îles, dont 7 870 portent un nom
.
| no  | Province                              | Nombre d'îles | Nombre d'îles | Nombre d'îles |
| no  | Province                              | Avec un nom   | Sans nom      | Total         |
| --- | ------------------------------------- | ------------- | ------------- | ------------- |
| 1.  | Aceh                                  | 205           | 458           | 663           |
| 2.  | Sumatra du Nord                       | 237           | 182           | 419           |
| 3.  | Sumatra occidental                    | 200           | 191           | 391           |
| 4.  | Riau                                  | 73            | 66            | 139           |
| 5.  | Jambi                                 | 16            | 3             | 19            |
| 6.  | Sumatra du Sud                        | 43            | 10            | 53            |
| 7.  | Bengkulu                              | 23            | 24            | 47            |
| 8.  | Lampung                               | 86            | 102           | 188           |
| 9.  | Îles Bangka Belitung                  | 311           | 639           | 950           |
| 10. | Îles Riau                             | 1 350         | 1 058         | 2 408         |
| 11. | Jakarta                               | 111           | 107           | 218           |
| 12. | Java occidental                       | 19            | 112           | 131           |
| 13. | Java central                          | 47            | 249           | 296           |
| 14. | Yogyakarta                            | 22            | 1             | 23            |
| 15. | Java oriental                         | 232           | 55            | 287           |
| 16. | Banten                                | 48            | 83            | 131           |
| 17. | Bali                                  | 25            | 60            | 85            |
| 18. | Petites îles de la Sonde occidentales | 461           | 403           | 864           |
| 19. | Petites îles de la Sonde orientales   | 473           | 719           | 1 192         |
| 20. | Kalimantan occidental                 | 246           | 93            | 339           |
| 21. | Kalimantan central                    | 27            | 5             | 32            |
| 22. | Kalimantan du Sud                     | 164           | 156           | 320           |
| 23. | Kalimantan oriental                   | 232           | 138           | 370           |
| 24. | Sulawesi du Nord                      | 310           | 358           | 668           |
| 25. | Sulawesi central                      | 139           | 611           | 750           |
| 26. | Sulawesi du Sud                       | 190           | 105           | 295           |
| 27. | Sulawesi du Sud-Est                   | 361           | 290           | 651           |
| 28. | Gorontalo                             | 96            | 40            | 136           |
| 29. | Moluques                              | 741           | 681           | 1 422         |
| 30. | Moluques du Nord                      | 125           | 1 349         | 1 474         |
| 31. | Papouasie                             | 301           | 297           | 598           |
| 32. | Papouasie occidentale                 | 956           | 989           | 1 945         |
| —   | Total                                 | 7 870         | 9 634         | 17 504        |